# Drosophila ancora
Drosophila ancora är en tvåvingeart som beskrevs av Toyohi Okada 1968. Drosophila ancora ingår i släktet Drosophila och familjen daggflugor.
Artens utbredningsområde är Japan.